# Lord Howe Island Marine Park
Der Lord Howe Island Marine Park befindet sich 700 km nordöstlich von Sydney und umschließt die Lord-Howe-Inselgruppe und Ball’s Pyramid. Das größte geschützte Ozeangebiet von New South Wales besteht aus zwei staatlichen Gewässern, dem Lord Howe Island Marine Park (State Water) mit 3.000,63 km² und Lord Howe Island Marine Park (Commonwealth) mit 465,45 km². Die Parks sind Bestandteil des UNESCO-Welterbes.

## Geografie

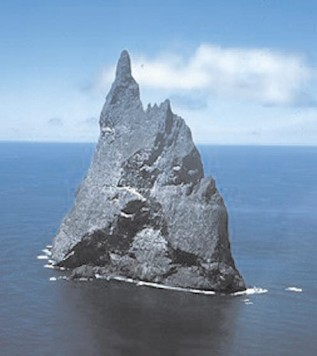
Ball’s Pyramid

Die Inseln im Meeresschutzgebiets sind die Bergspitzen eines 1.000 km langen unterseeischen Gebirges, die von einem 1.800 Meter tiefen Plateau über das Wasser hinausragen und die infolge vulkanischer Aktivitäten im späten Miozän entstanden.
Das Schutzgebiet, das New South Wales verwaltet, umfasst die Inseln drei nautischen Meilen des Ozeans, an die sich die geschützten Gewässer des Commonwealth bis in einer Entfernung von 200 nautischen Meilen anschließen.

## Geschichte
Es wird angenommen, dass die Lord-Howe-Inselgruppe erstmals von britischen Kolonisten auf der HMS Supply gesichtet wurde, als sie von Sydney nach Norfolk Island segelten. Die erste Landung auf dieser Insel erfolgte zwei Monate später auf der Rückreise.
In den 1830er Jahren besiedelten Bewohner die Lord-Howe-Insel, die vom Jagen, Fischen und von den dort wachsenden Früchten lebten und mit den Walfischfängern Handel trieben. Durch den Einfluss der Meeresumwelt wurden die Traditionen und der Lebensstil der Insulaner bestimmt, der sich in Baustil ihrer Häuser, Anlagen und Gärten bis zum heutigen Tag wieder findet.
In dortigen Seegebiet befinden sich zahlreiche historische Schiffswracks.

## Ökologie
Die warmen und kalten Wasser, die sich durchmischen, erzeugten eine ungewöhnliche Mixtur von tropischer und subtropischer Flora und Fauna, die durch einen hohen Anteil von endemischen Formen gekennzeichnet ist. Wegen der Ferne zur Zivilisation blieb die ökologische Umwelt relativ unberührt.
Die außergewöhnliche Flora und Fauna bildete eines der reichhaltigsten und am weitesten südlich liegenden Korallenriff-Systeme der Welt:
Es gibt in diesem Seegebiet 235 Algenarten, von den 12 endemisch sind; von den 500 Fischarten leben 400 auf den Inseln und 15 davon sind endemisch; 83 Korallenarten, von denen 65 Stachelhäuter sind, sind 70 % tropisch, 24 % gemäßigt und 6 % endemisch.
Einige Arten, die in den tiefen Wassern um die Bergspitzen leben, sollen Relikte aus dem Mesozoikum (vor 225-65 Millionen Jahren) sein. Studien ergaben, dass es sich um ein isoliertes Seegebiet handelt, denn die meisten Arten wechseln nicht zwischen Bergspitzen und dies führte zu hoch spezialisierten Arten in dieser Tiefsee.
Verbreitet ist der Schwarze Zackenbarsch (Epinephelus damelii, engl., Black Cod), der früher an der Küste von New South Wales verbreitet war; er ist heute geschützt. Des Weiteren finden sich dort der Marlin (blau und gestreift), Haie (Galapagos-, Wal-, Tiger-, Mako- und Weißer Hai), Fächerfische, Goldmakrelen, Gelbflossen-Thun, Wahoo, Stachelmakrelen (engl. Trevallies), Pazifik-Bonito (Sarda chiliensis), Seriola lalandi (Yellow-tail Kingfish, Familie Stachelmakrelen) und Lethrinus nebulosus (Spangled Emperor, Familie Großkopfschnapper).
Auf der Lord-Howe-Inselgruppe brüten 14 Seevogelarten wie Maskentölpel, Grau- oder Blaunoddi (engl. Grey Ternlet), Rußseeschwalbe, Feenseeschwalbe, Noddi (Anous stolidus), Weißkappennoddi (Anous minutus), Rotschwanz-Tropikvogel, Kleiner Sturmtaucher, Blassfuß-Sturmtaucher (Puffinus carneipes), Schwarzflügel-Sturmvogel (Pterodroma nigripennis), Keilschwanz-Sturmtaucher (Puffinus pacificus), Weißbauch-Meerläufer (Fregetta grallaria), Solandersturmvogel (Pterodroma solandri), Kermadec-Sturmvogel (auf Balls Pyramid befindet sich der einzige australische Brutplatz dieses Sturmvogels).

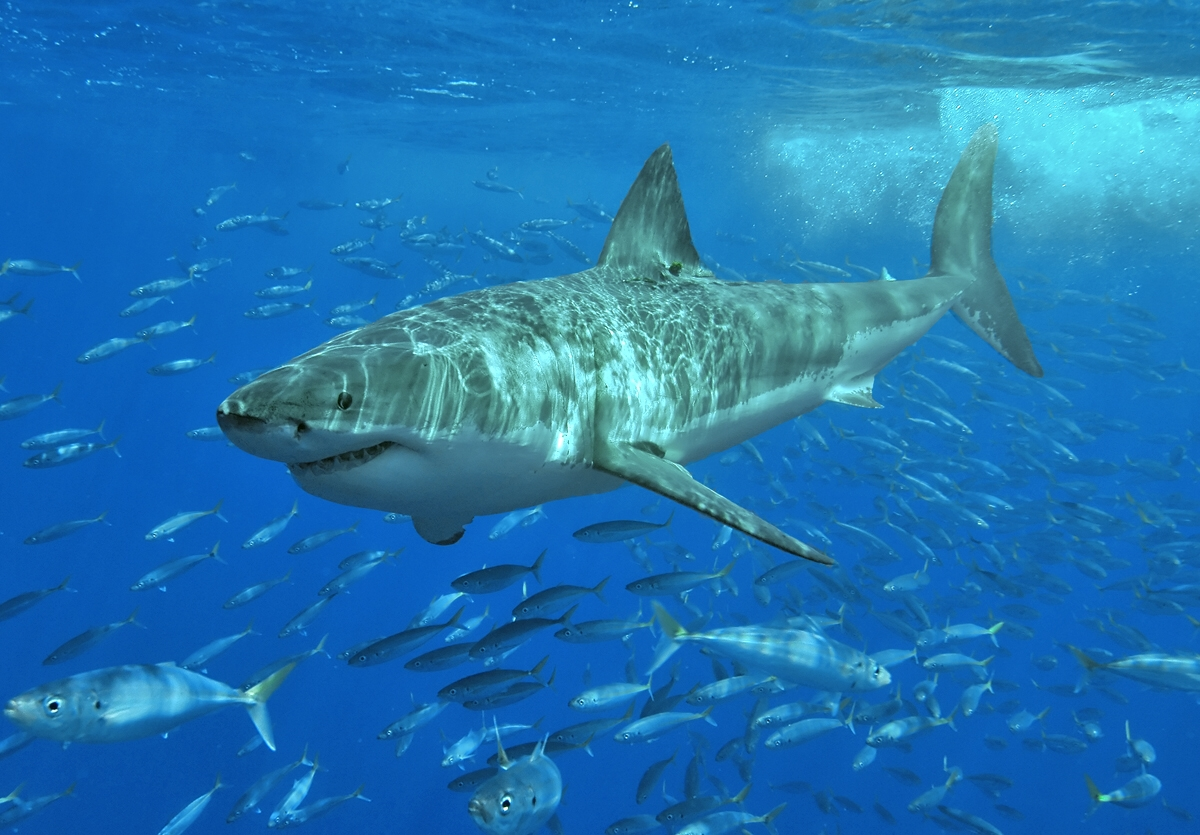
Weißer Hai
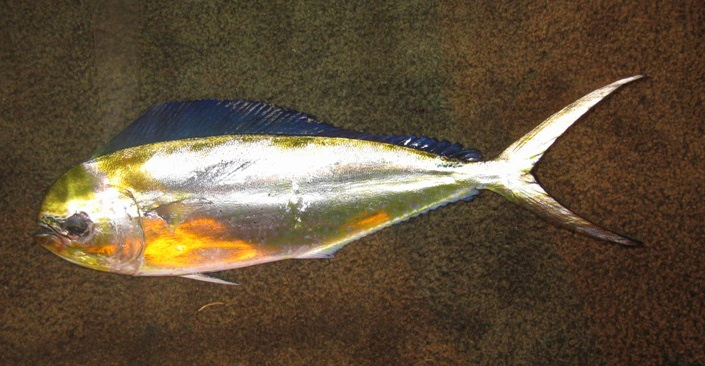
Goldmakrele
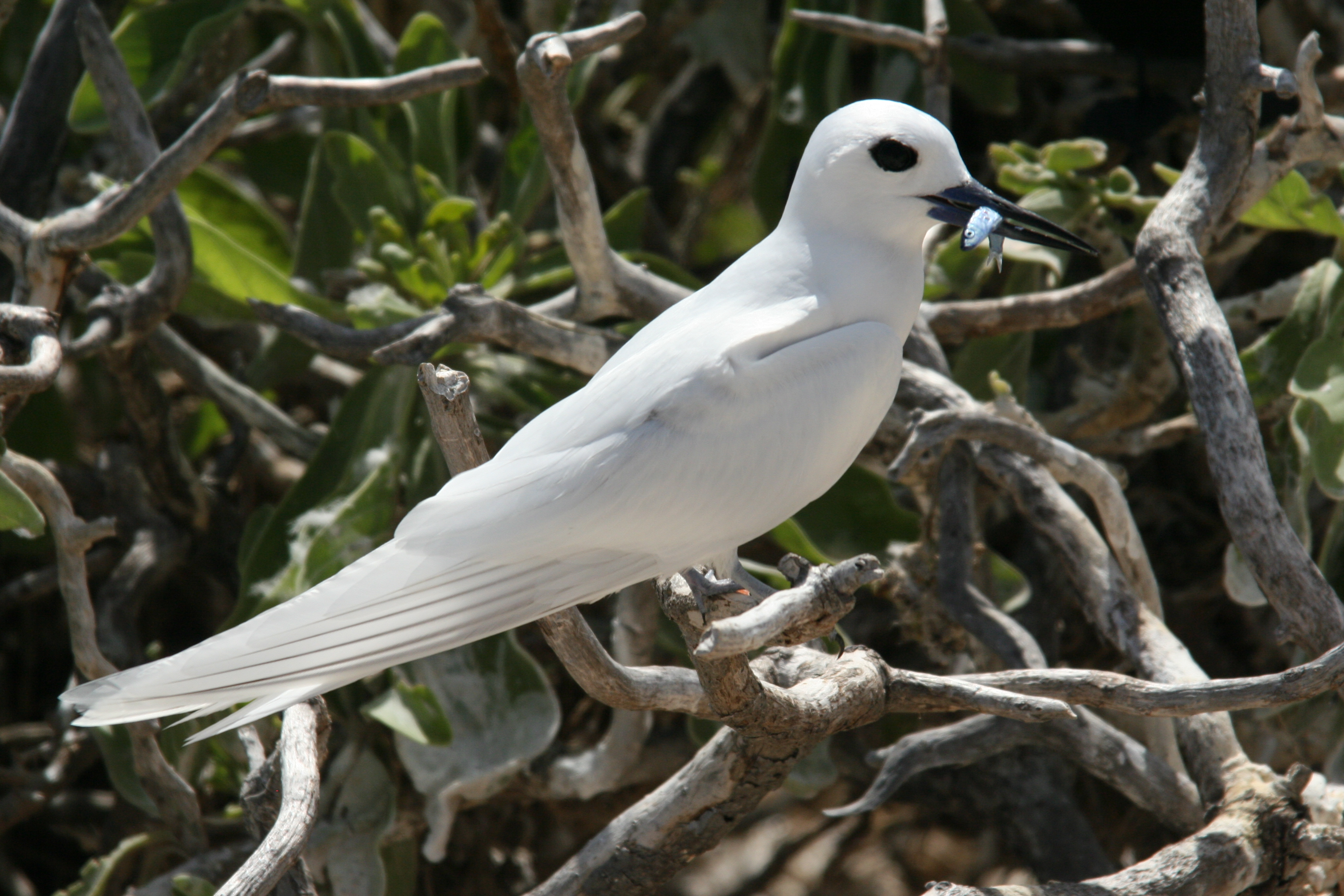
Feenseeschwalbe
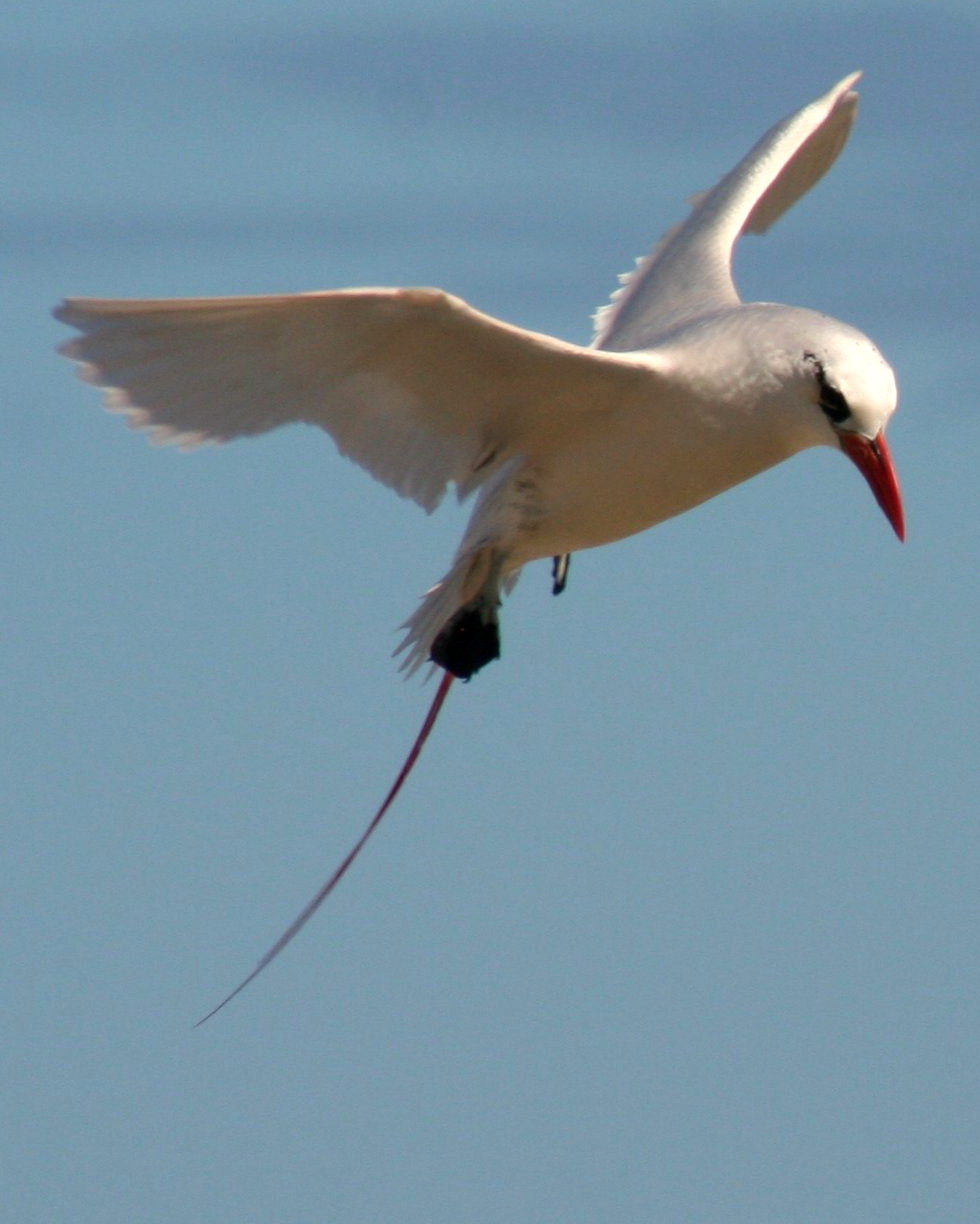
Rotschwanz-Tropicvogel